# Dodson (Oregon)
Dodson (korábban Dodsons) az Amerikai Egyesült Államok északnyugati részén, Oregon állam Multnomah megyéjében, az Interstate 84/U.S. Route 30 mentén elhelyezkedő önkormányzat nélküli település.
Az Ira Dodson telepesről elnevezett helység az Oregon Railroad and Navigation Company vasútvonala mellett feküdt; a pálya ma a Union Pacific Railroad tulajdonában van. A megállóhely Warrendale közelében volt. Ralph Friedman szerint Dodson egy „falu, ami mellett az idő és a vágányok elhaladnak”. Egykor benzinkút és motel is volt itt. A warrendale-i és bonneville-i diákokat is fogadó általános iskola az alacsony tanulólétszám miatt 1996-ban bezárt.
1900 körül itt működött McGowan konzervgyára. Az 1996. februári földcsuszamlásban több ház is összedőlt, a közút és a vasút egy szakasza pedig járhatatlanná vált. Az érintett területből 0,6 hektárt egy földalapnak adtak.

## Fordítás
- Ez a szócikk részben vagy egészben  a   Dodson, Oregon című angol Wikipédia-szócikk ezen változatának fordításán alapul.  Az eredeti cikk szerkesztőit annak laptörténete sorolja fel. Ez a jelzés csupán a megfogalmazás eredetét és a szerzői jogokat jelzi, nem szolgál a cikkben szereplő információk forrásmegjelöléseként.